# Szahriston
Szahriston, także Szachristan (tadż. ағбаи Шаҳристон, agbai Szahriston) – przełęcz w Górach Turkiestańskich, w zachodnim Tadżykistanie; wysokość 3378 m; droga samochodowa Duszanbe-Chodżent.